# Campeonato Sul-Mato-Grossense Série B 2017
In 2017 werd het achttiende Campeonato Sul-Mato-Grossense Série B gespeeld voor voetbalclubs uit de Braziliaanse staat Mato Grosso do Sul. De competitie werd georganiseerd door de FFMS en werd gespeeld van 28 oktober tot 25 november. Operário de Dourados werd de kampioen.

## Eerste fase
Er werden aanvankelijk zeven teams verwacht, maar slechts drie teams namen uiteindelijk aan de competitie deel. 
| Plaats | Club                 | Wed. | W | G | V | Saldo | Ptn. |
| ------ | -------------------- | ---- | - | - | - | ----- | ---- |
| 1.     | Operário de Dourados | 6    | 4 | 1 | 1 | 14:3  | 13   |
| 2.     | CENA                 | 6    | 0 | 3 | 3 | 7:8   | 3    |
| 3.     | Misto                | 4    | 1 | 2 | 1 | 6:8   | 5    |

|  | Geplaatst voor tweede fase |
|  | Uitgesloten                |

## Finale
Na de eerste fase werd Misto uitgesloten omdat ze niet-speelgerechtigde spelers opgesteld hadden. CENA kreeg de plaats aangeboden in de finale tegen Operário, maar de club weigerde dit omdat ze het financieel niet rondkregen en een promotie naar de Série A toch niet aan konden. Na dit seizoen trok de club zich ook terug uit de competitie.

### Kampioen
| Campeonato Sul-Mato-Grossense de 2017 - Série B |
| Mato Grosso do Sul                              |
| ----------------------------------------------- |
| OPERÁRIO DE DOURADOS Kampioen (1° titel)        |